# Pyrgus centaureae
Pyrgus centaureae ist ein Schmetterling aus der Familie der Dickkopffalter (Hesperiidae). Es handelt sich um eine ausgesprochen boreal-montane Art, die z. B. in Skandinavien vom 60. Breitengrad bis zum Nordkap vorkommt. In Nordamerika lebt die Unterart Pyrgus centaureae loki in den Rocky Mountains bis auf etwa 4000 Meter Höhe.

## Merkmale
Die Flügelspannweite beträgt 22 bis 32 Millimeter. Die Oberseite ist dunkelgrau und etwa heller behaart. Auf den Vorder- und Hinterflügeln befinden sich zahlreiche weiße Flecke. Besonders ausgeprägt auf den Hinterflügeln sind der Postdiskalfleck sowie ein weißer Fleck am Vorderrand in Zelle sieben. Die Unterseite der Hinterflügel ist dunkelgrau mit leuchtend weißen Flecken und Adern. Der Diskoidfleck in Zelle fünf gegen die Basis ist verlängert. Beide Geschlechter tragen dieselben Flügelzeichnungen.
Die Raupe ist hellbraun mit schwarzem Kopf und hellem Nackenschild. Sie ist stark behaart, jedoch mit kurzen Haaren. Die Rückenlinie ist schwach entwickelt.

## Geographisches Vorkommen und Habitat
Pyrgus centaureae ist in Nordskandinavien vom 60. Breitengrad bis zum Nordkap, im arktischen Russland, Altai, Süd- und Ost-Sibirien sowie in Nordamerika (nur arktische Regionen) nach Süden auch in den Appalachen und durch die Rocky Mountains bis ins südliche Colorado verbreitet. Er ist in Nordeuropa auf Heideflächen, Mooren und Tundren von Meereshöhe bis in 1000 Meter über NN zu finden. Die Art fehlt jedoch in den Küstengebieten.

## Lebensweise
Die Flugzeit reicht von Juni bis Juli in einer Generation. Auf der Beringhalbinsel hat die Art einen zweijährigen Zyklus. Hier fliegen die Falter in ungeraden Jahren. Die Raupe lebt an der Moltebeere (Rubus chamaemorus).

## Systematik
Die Art wurde von Rambur 1842 erstmals als Hesperia centaureae beschrieben. Die Typlokalität liegt in der Provinz Dalarna (Schweden). Pyrgus centaureae wird derzeit in mehrere Unterarten unterteilt:
- Pyrgus centaureae centaureae: die Nominatunterart in Skandinavien
- Pyrgus centaureae wyandot (W. H. Edwards, 1863): Michigan, New York, Kentucky und North Carolina (USA); fliegt von Anfang Mai bis Anfang Juni[6], in den Appalachen auch schon von Mitte April bis Mitte Mai. Die Raupe lebt an Potentilla canadensis[7] und an Fragaria virginiana. Diese Unterart scheint als Puppe zu überwintern[8].
- Pyrgus centaureae kurenzovi Korshunov, 1995 (= Pyrgus centaureae sibirica Kurentzov, 1970 non Reverdin, 1911): Östliches Russland, Mongolei. Zweifelhafte Unterart (siehe de Jong (1975)[9])
- Pyrgus centaureae sibirica Reverdin, 1910: Altai. Status unsicher (siehe de Jong (1975)[9])
- Pyrgus centaureae freija (Warren, 1924): Alaska, Kanada, die Unterart hat wahrscheinlich einen zweijährigen Entwicklungszyklus, da die Falter in ungeraden Jahren wesentlich häufiger auftreten[10]
- Pyrgus centaureae loki Evans, 1953: Rocky Mountains bis ins nördliche New Mexico[10], die Unterart kommt in Colorado z. B. von 2700 bis 3900 Meter vor. Die Raupen leben an Potentilla diversifolia[11], Fragaria virginiana, Potentilla canadensis und Rubus chamaemorus[12]

Der Status der Unterarten Pyrgus centaureae freija (Warren, 1924) und Pyrgus centaureae loki Evans, 1953 ist fraglich. Nach der Website der Entomology Collection der University of Alberta könnte es sich bei diesen beiden Unterarten auch um eigenständige Arten handeln.